# حقل بوبوفو

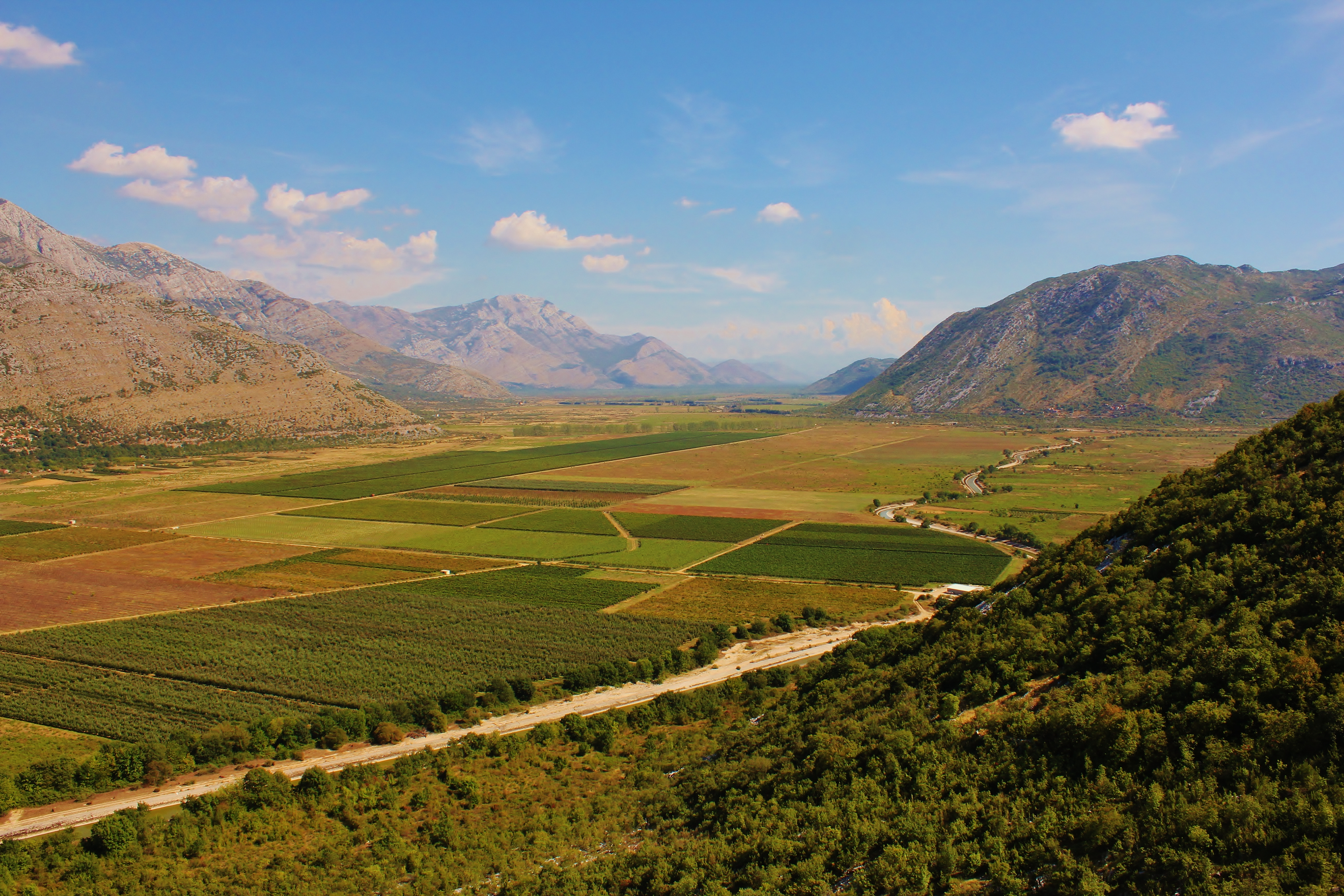

حقل بوبوفو ((بالبوسنوية: Popovo polje)‏ / Попово поље, تلفظ [pɔ̌pɔʋɔ pɔ̂ʎɛ], "حقل الكاهن")(ب) حقل (حقل كارستيك) في البوسنة والهرسك، يقع في أقصى جنوب البلد، بالقرب من ساحل البحر الأدرياتيكي. حجمه هو 5.9 كيلومتر مربع (2.3 ميل مربع).
تعتبر حقول بوبوفو واحدة من أكبر السلالات الجبلية (السهول الكارستية) في البوسنة والهرسك والعالم، والتي تشتهر بظواهرها وخصائصها الكارستية، وعلى وجه الخصوص نهر Trebišnjica ، الذي يتدفق عبر نهر بولجي باعتباره أكبر نهر غارق (وهو أيضًا نهر ضائع، أو تيار مؤثر) في العالم، وكذلك نظام كهف فيجيترينيكا، وتقع إلى الغرب / جنوب غرب أجزاء من الوادي.

## التركيبة السكانية
يعيش حوالي 300 شخص في القرى الواقعة في الميدان.